# Österreichische Badmintonmeisterschaft 2021
Die Österreichische Badmintonmeisterschaft 2021 fand vom 27. bis zum 29. August 2021 in Graz statt. Es war die 64. Auflage der Meisterschaften.

## Medaillengewinner
| Disziplin    | Gold                               | Silber                             | Bronze                        |
| ------------ | ---------------------------------- | ---------------------------------- | ----------------------------- |
| Herreneinzel | Wolfgang Gnedt                     | Luka Wraber                        | Philipp Drexler               |
| Herreneinzel | Wolfgang Gnedt                     | Luka Wraber                        | Kilian Meusburger             |
| Dameneinzel  | Katrin Neudolt                     | Emily Wu                           | Carina Meinke                 |
| Dameneinzel  | Katrin Neudolt                     | Emily Wu                           | Martina Nöst                  |
| Herrendoppel | Philip Birker Dominik Stipsits     | Kilian Meusburger René Nichterwitz | Emil Dantler Kai Niederhuber  |
| Herrendoppel | Philip Birker Dominik Stipsits     | Kilian Meusburger René Nichterwitz | Simon Bailoni Christian Tomic |
| Damendoppel  | Serena Au Yeong Katharina Hochmeir | Réka Sárosi Bianca Schiester       | Anna Hagspiel Nadine Reiter   |
| Damendoppel  | Serena Au Yeong Katharina Hochmeir | Réka Sárosi Bianca Schiester       | Nina Almer Martina Nöst       |
| Mixed        | Philip Birker Katharina Hochmeir   | Dominik Stipsits Serena Au Yeong   | Luka Wraber Anna Hagspiel     |
| Mixed        | Philip Birker Katharina Hochmeir   | Dominik Stipsits Serena Au Yeong   | Gustav Andree Emily Wu        |

## Herreneinzel
- Lenny Sudarma – Christoph Gschwandtner: 21-12 21-9
- Nicolas Rudolf – Christian Tomic: 21-15 21-9
- Philipp Drexler – Richard Schneeberger: 21-10 21-7
- Kilian Meusburger – Erik Gebeshuber: 21-9 21-9
- Christian Hartner – Florian Harca: 21-12 21-11
- Marc Ryan Legitimas – Nathan Schuur: 21-16 21-13
- Michael Tomic – Michael Schausberger: 21-11 21-13
- Emil Dantler – Marcel Weigl: 21-16 21-7
- Simon Hundsbichler – Harald Hochgatterer: 21-13 21-11
- Alexander Huemer – Reinhard Hechenberger: 22-20 25-23
- Erik Seiwald – Heimo Götschl: 21-19 15-21 21-14
- Luca Froschauer – Christian Mahr: 21-11 21-10
- Kai Niederhuber – Tobias Rudolf: w.o.
- Markus Schaller – Pascal Cheng: 21-13 21-19
- Wolfgang Gnedt – Adrian Schwarzmann: 21-4 21-6
- Emil Dantler – Erik Seiwald: w.o.
- Kilian Meusburger – Alexander Huemer: 21-10 21-6
- Kai Niederhuber – Luca Froschauer: 14-21 21-14 21-12
- Wolfgang Gnedt – Markus Schaller: 21-6 21-8
- Luka Wraber – Lenny Sudarma: 21-13 21-12
- Christian Hartner – Nicolas Rudolf: 21-17 21-17
- Philipp Drexler – Marc Ryan Legitimas: 21-14 21-11
- Michael Tomic – Simon Hundsbichler: 21-15 21-10
- Kilian Meusburger – Emil Dantler: 21-19 21-9
- Wolfgang Gnedt – Kai Niederhuber: 21-15 21-16
- Luka Wraber – Christian Hartner: 21-14 21-18
- Philipp Drexler – Michael Tomic: 21-11 21-16
- Wolfgang Gnedt – Luka Wraber: 21-13 21-16
- Luka Wraber – Philipp Drexler: 21-14 21-11
- Wolfgang Gnedt – Kilian Meusburger: 21-18 21-9

## Dameneinzel
- Katrin Neudolt – Nina Almer: 21-15 21-5
- Kira Dlapka – Conny Ertl: 21-16 9-21 6-6 Aufgabe
- Carina Meinke – Chiara Rudolf: 21-19 21-15
- Lara Stockinger – Anna Gstrein: 21-19 21-14
- Alexandra Mathis – Valentina Budroni: 21-16 21-16
- Emily Wu – Nadine Reiter: 21-11 21-11
- Sabina Balut – Barbara Galos: 21-4 21-10
- Martina Nöst – Lena Schindler: 21-7 21-17
- Katrin Neudolt – Kira Dlapka: 21-3 21-11
- Carina Meinke – Lara Stockinger: 21-9 21-13
- Martina Nöst – Sabina Balut: 13-21 21-19 21-15
- Emily Wu – Alexandra Mathis: 22-20 26-24
- Katrin Neudolt – Emily Wu: 21-13 21-12
- Katrin Neudolt – Carina Meinke: 21-13 21-18
- Emily Wu – Martina Nöst: 21-15 21-14

## Herrendoppel
- Nicolas Rudolf / Jakob Sorger – Erik Gebeshuber / Christoph Gschwandtner: 21-7 21-12
- Christian Tomic / Simon Bailoni – Luca Froschauer / Michael Schausberger: 21-18 25-23
- Markus Schaller / Simon Hundsbichler – Richard Schneeberger / Erik Seiwald: 20-22 21-19 21-12
- Marc Ryan Legitimas / Pascal Cheng – Reinhard Hechenberger / Harald Hochgatterer: 21-11 21-11
- Kai Niederhuber / Emil Dantler – Christian Hartner / Nathan Schuur: 21-18 21-17
- Dominik Stipsits / Philip Birker – Pascal Cheng / Marc Ryan Legitimas: 21-5 21-9
- Kai Niederhuber / Emil Dantler – Gustav Andree / Tobias Rudolf: w.o.
- Christian Tomic / Simon Bailoni – Nicolas Rudolf / Jakob Sorger: 21-19 21-15
- René Nichterwitz / Kilian Meusburger – Simon Hundsbichler / Markus Schaller: 21-16 21-13
- Dominik Stipsits / Philip Birker – Kilian Meusburger / René Nichterwitz: 15-21 21-15 21-12
- Dominik Stipsits / Philip Birker – Emil Dantler / Kai Niederhuber: 21-7 21-15
- René Nichterwitz / Kilian Meusburger – Simon Bailoni / Christian Tomic: 21-14 21-13

## Damendoppel
- Alexandra Mathis / Kira Dlapka – Johanna Doppelreiter / Lena Rumpold: 21-17 14-21 21-18
- Nadine Reiter / Anna Hagspiel – Lena Schindler / Fiona Steurer: 21-7 21-12
- Katharina Hochmeir / Serena Au Yeong – Chiara Rudolf / Emily Wu: 21-10 21-6
- Martina Nöst / Nina Almer – Kira Dlapka / Alexandra Mathis: 18-21 22-20 21-15
- Nadine Reiter / Anna Hagspiel – Carina Meinke / Nina Sorger: 21-18 21-17
- Bianca Schiester / Réka Sárosi – Valentina Budroni / Sofie Masetti: 21-9 21-6
- Katharina Hochmeir / Serena Au Yeong – Réka Sárosi / Bianca Schiester: 21-16 21-13
- Katharina Hochmeir / Serena Au Yeong – Nina Almer / Martina Nöst: 21-12 17-21 21-14
- Bianca Schiester / Réka Sárosi – Anna Hagspiel / Nadine Reiter: 21-8 21-16

## Mixed
- Philip Birker / Katharina Hochmeir – Simon Hundsbichler / Valentina Budroni: 21-7 21-11
- Adrian Schwarzmann / Lara Stockinger – Marc Ryan Legitimas / Sofie Masetti: 21-19 21-19
- Gustav Andree / Emily Wu – Markus Schaller / Sabina Balut: 21-16 27-25
- Nicolas Rudolf / Chiara Rudolf – Christian Mahr / Martina Nöst: 21-10 21-12
- René Nichterwitz / Johanna Doppelreiter – Michael Schausberger / Nadine Reiter: 21-17 21-17
- Luka Wraber / Anna Hagspiel – Jakob Sorger / Nina Sorger: 21-18 21-12
- Christian Hartner / Nina Almer – Alexander Huemer / Kira Dlapka: 21-4 21-14
- Dominik Stipsits / Serena Au Yeong – Simon Bailoni / Lena Rumpold: 21-11 21-10
- Philip Birker / Katharina Hochmeir – Adrian Schwarzmann / Lara Stockinger: 21-3 21-8
- Gustav Andree / Emily Wu – Nicolas Rudolf / Chiara Rudolf: 15-21 21-10 21-15
- Luka Wraber / Anna Hagspiel – René Nichterwitz / Johanna Doppelreiter: 21-18 20-22 22-20
- Dominik Stipsits / Serena Au Yeong – Christian Hartner / Nina Almer: 22-24 21-8 21-12
- Philip Birker / Katharina Hochmeir – Gustav Andree / Emily Wu: 21-13 21-14
- Dominik Stipsits / Serena Au Yeong – Luka Wraber / Anna Hagspiel: 21-15 21-9
- Philip Birker / Katharina Hochmeir – Dominik Stipsits / Serena Au Yeong: 21-17 21-14